# Orchestra Sinfonica Nazionale Danese
L'Orchestra Sinfonica Nazionale Danese (in danese DR SymfoniOrkestret), è un'orchestra danese con sede a Copenaghen. Il gruppo è l'orchestra principale della DR (Società di trasmissione danese). L'orchestra ha sede presso la Koncerthuset.

## Storia
Le radici dell'orchestra risalgono al cantante Emil Holm, che desiderava creare un'orchestra sinfonica a tempo pieno in Danimarca. In collaborazione con i colleghi musicisti Otto Fessel, Rudolf Dietz Mann e Folmer Jensen, l'orchestra fu fondata nel 1925, con 11 orchestrali nel gruppo e il direttore d'orchestra Launy Grøndahl con un ruolo di comando, anche se senza titolo formale. L'orchestra crebbe fino a 30 orchestrali in un anno. Eseguì il suo primo concerto pubblico nel 1927 ed iniziò a tenere concerti settimanali nel 1928. Nel 1930 Holm reclutò Nikolaj Mal'ko in un ruolo chiave simile a quello di Grøndahl come direttore d'orchestra, anche se neppure Malko aveva un titolo formale. I primi concerti erano tenuti nell'edificio di Axelborg. Nel 1931 l'orchestra cominciò a tenere concerti nella sala Stærekassen del Teatro reale danese. Dopo essere andato in esilio dalla Germania negli anni '30, Fritz Busch lavorò molto attivamente come direttore principale dell'orchestra in parallelo con Malko, anche se di nuovo senza titolo ufficiale. Nel 1948 l'orchestra aveva raggiunto l'adesione di 92 musicisti.
Il primo direttore ad avere il titolo ufficiale di direttore principale dell'orchestra fu Herbert Blomstedt, dal 1967 al 1977. Il suo lavoro di registrazione con l'orchestra comprese le registrazioni delle opere orchestrali di Carl Nielsen. Blomstedt ora ha il titolo di æresdirigent (direttore onorario) dell'orchestra. Il secondo direttore principale, dopo un interregno di 9 anni, fu Lamberto Gardelli, dal 1986 al 1988. Thomas Dausgaard, che fu il direttore ospite principale dell'orchestra dal 2001 al 2004, diventò direttore principale nel 2004, il primo direttore danese a detenere il titolo. Nell'ottobre 2009 Dausgaard scelse di concludere la sua direzione d'orchestra principale alla fine della stagione 2010-2011 e di assumere il titolo di æresdirigent. Tra i direttori ospiti principali oltre a Dausgaard figurano Yuri Temirkanov, Michael Schønwandt e Dmitri Kitaenko.
Nel 2010 l'orchestra nominò Søren Nils Eichberg come suo primo compositore in residenza. L'orchestra eseguì composizioni di Eichberg come l'anteprima della sua Sinfonia n. 3.
Nel febbraio 2011 l'orchestra nominò Rafael Frühbeck de Burgos come suo prossimo direttore principale, a partire dalla stagione 2012-2013, con un contratto iniziale di tre anni fino al 2015. Il 4 giugno 2014 Frühbeck de Burgos si dimise da direttore principale dell'orchestra, con effetto immediato, insieme al suo ritiro dalla direzione orchestrale, a causa di problemi di salute. Nell'agosto 2014 l'orchestra nominò Fabio Luisi come successivo direttore principale, con effetto dal 2017, con un contratto iniziale fino al 2020. Nel maggio 2018 l'orchestra annunciò l'estensione del contratto di Luisi fino al 2023.

## Registrazioni
L'orchestra ha registrato per etichette come DaCapo e Chandos, compresa la musica di compositori danesi come August Enna, Niels Gade, Rued Langgaard e Per Nørgård. L'orchestra ha anche registrato compositori come Johannes Brahms.

## Direttori principali
- Herbert Blomstedt (1967–1977)
- Lamberto Gardelli (1986–1988)
- Leif Segerstam (1988–1995)
- Ulf Schirmer (1995–1998)
- Gerd Albrecht (2000–2004)
- Thomas Dausgaard (2004–2011)
- Rafael Frühbeck de Burgos (2012–2014)
- Fabio Luisi (2017-present)

## Direttori radiofonici danesi affiliati all'orchestra
- Launy Grøndahl (1925–1956)
- Emil Reesen (1927–1936)
- Erik Tuxen (1936–1957)
- Mogens Wöldike (1950–1976)
- Thomas Jensen (1957–1963)